# Padhornaja (obwód miński)
Padhornaja (biał. Падгорная; ros. Подгорная, Podgornaja; hist. pol. Słoboda Suporośna, Suporośna Słoboda, Suprośna Słoboda; biał. Супаросная Слабада, Suparosnaja Słabada) – wieś na Białorusi, w obwodzie mińskim, w rejonie stołpeckim, w sielsowiecie Szaszki.

## Historia
W XIX i w początkach XX w. Słoboda Suporośna położona była w Rosji, w guberni wileńskiej, w powiecie oszmiańskim. Była wówczas siedzibą okręgu wiejskiego.
W dwudziestoleciu międzywojennym leżała w Polsce, w województwie nowogródzkim, w powiecie stołpeckim, w gminie Derewno. W 1921 miejscowość liczyła 523 mieszkańców, zamieszkałych w 99 budynkach, wyłącznie Polaków. 522 mieszkańców było wyznania rzymskokatolickiego i 1 prawosławnego.
W czasie II wojny światowej 4 mieszkańców miejscowości dołączyło do Zgrupowania Stołpeckiego Armii Krajowej. W 1943 w ramach operacji Hermann Słoboda Suporośna została spacyfikowana i zniszczona przez Niemców.
Po II wojnie światowej w granicach Związku Sowieckiego. Od 1991 w niepodległej Białorusi.